# Jenny Graves
Jennifer Ann Marshall Graves (Adelaida, 24 de noviembre de 1941) es una genetista australiana. Es Profesora Distinguida del Instituto La Trobe de Ciencias Moleculares de la Universidad La Trobe (Australia) y Profesora Emérita de la Universidad Nacional Australiana.

## Trayectoria
Graves nació en Adelaida, Australia del Sur, en 1941. Era la primera hija de Ann Nicholls, que daba clases en el Departamento de Geografía de la Universidad de Adelaida y Tim Marshall, jefe de la División de Suelos de la Organización de Investigación Científica e Industrial de la Commonwealth (CSIRO). Su hermana menor es Lyn Richards.
Graves fue a la escuela Highgate Primary School y luego al Presbyterian Girls' College (ahora Seymour College), ambos en Adelaida.
Se licenció en Ciencias por la Universidad de Adelaida en 1964 e hizo una maestría en Ciencias en 1967 con un trabajo sobre el silenciamiento epigenético del cromosoma X en marsupiales hembras. Se doctoró en 1971 con un trabajo sobre el control de la síntesis del ADN por la Universidad de California, Berkeley.

## Carrera profesional
En 1971, Graves regresó a Australia para dar clases de genética en Universidad La Trobe, donde luego se convirtió en profesora en 1991. Como profesora, defiende la idea de que cada tema de biología está unido por la evolución y respalda la máxima de que “Nada en biología tiene sentido excepto a la luz de la evolución".
Graves ha publicado numerosos artículos de alto perfil a lo largo de su carrera y ha hecho una contribución fundamental a la comprensión de la organización, evolución, función y conservación del genoma de los mamíferos. Para ello, ha utilizado la diversidad genética de animales australianos (en concreto, el canguro, el ornitorrinco, el demonio de Tasmania y los dragones (lagartos)). Su trabajo había dado lugar a nuevas, importantes e influyentes teorías sobre el origen y la evolución de los cromosomas sexuales humanos y la determinación del sexo, incluida la controvertida predicción de que el cromosoma Y humano está desapareciendo. También hizo el fundamental descubrimiento de que el silenciamiento epigenético de los cromosomas X de los mamíferos se produce mediante inhibición transcripcional y que esto está mediado por la metilación del ADN. A mediados de la década de 1980, Graves se involucró en proyectos internacionales de secuenciación y mapeo genético comparativo, donde promovió el valor de incluir especies lejanamente relacionadas en análisis genómicos comparativos e inició proyectos para secuenciar los genomas de los marsupiales australianos y el ornitorrinco. En 2001 se convirtió en jefa de la Unidad de Investigación de Genómica Comparada y directora del Centro ARC para la Excelencia en Genómica del Canguro, con sede en la Escuela de Investigación de Ciencias Biológicas de la Universidad Nacional de Australia. Durante este tiempo trabajó extensamente con la profesora asociada Janine Deakin.
En 1999, Graves fue elegida miembro de la Academia Australiana de Ciencias. Desde entonces, ha sido Secretaria de Relaciones Exteriores y luego Secretaria de Educación, donde fue responsable de los proyectos de educación científica de la Academia. Fue galardonada con el premio L'Oréal-UNESCO en 2006 y ha recibido numerosos premios por su trabajo, incluida la Medalla MacFarlane Burnet por su investigación en biología y una Orden de Australia.
En 2011, Graves regresó a Melbourne como profesora distinguido en la Universidad La Trobe, y tiene además puestos honorarios en la Universidad Nacional de Australia (Profesora Emérita), la Universidad de Canberra (Pensadora residente) y la Universidad de Melbourne (Profesora Fellow).
En 2017 recibió el Premio del Primer Ministro de Ciencias (Australia) por "sus investigaciones pioneras sobre la genética del sexo".

### Determinación del sexo
Graves, junto con su entonces estudiante de doctorado Andrew Sinclair, contribuyó decisivamente a proporcionar evidencia de que el gen ZFY, en su momento considerado como el factor determinante de los testículos, no era necesario para la determinación del sexo en los mamíferos. La determinación del sexo en los mamíferos placentarios (incluidos los marsupiales) resulta de un gen determinante de los testículos en el cromosoma Y. A través de genómica comparada, Graves y Sinclair demostraron que ZFY se encuentra en el cromosoma 5 de los canguros y en el cromosoma 3 del dunnart de cola gruesa en lugar del cromosoma Y y, por lo tanto, no podría participar en la determinación del sexo. Sinclair demostró más tarde que SRY era, de hecho, el gen responsable de la determinación del sexo en los mamíferos.
Después de esto, Graves descubrió que los cromosomas sexuales del ornitorrinco son homólogos a los del ave ZW en lugar de estar conservados con los del mamífero XY. Conforme a este trabajo, la aparición de los cromosomas sexuales de los mamíferos podría remontarse a entre 160 y 190 millones de años, entre la divergencia de los mamíferos therian con los monotremas y la divergencia de las especies marsupiales-euterianas.
El trabajo de Graves sobre la determinación del sexo condujo al descubrimiento de que el reptil australiano, el agamidae (lagarto dragón), exhibe una determinación del sexo tanto genética como dependiente de la temperatura. A temperaturas normales, el sexo de la descendencia se determina mediante factores genéticos (ZZ macho, ZY hembra), ya que se necesitan dos copias de este gen transmitido por Z (ZZ) para inducir la formación de testículos. Sin embargo, a temperaturas más altas, todas las crías son hembras. Se cree que esto ocurre debido a la inactivación por calor de un gen transmitido por Z sensible a la cantidad, lo que da como resultado crías ZZ con un número insuficiente de genes de determinación del sexo. Debido a esta dosis reducida, las crías de ZZ se convierten en hembras de sexo inverso. Este trabajo contradecía la hipótesis predominante en ese momento de que los sistemas genéticos y dependientes de la temperatura para determinar el sexo eran fundamentalmente diferentes.

## Reconocimientos
- 1999 – Elegida miembro de la Academia Australiana de Ciencias.[9]
- 2001 - Se le otorgó la Medalla del Centenario "Por el servicio a la sociedad y la ciencia australianas en genética y genómica de mamíferos".[16]
- 2006 – Se le otorgó la medalla Macfarlane Burnet y una conferencia de la Academia Australiana de Ciencias.[8]
- 2010 - Nombrada Oficial de la Orden de Australia (AO) en los Honores del Día de Australia de 2010 "Por su servicio a la investigación científica en el campo de la genética, en particular de los marsupiales y monotremas australianos y su relevancia para la comprensión internacional de la evolución humana".[17]
- 2017 – Galardonada con el Premio de Ciencia del Primer Ministro por sus investigaciones pioneras sobre la genética del sexo.[10]
- 2019 – Elegida asociada extranjera de la Academia Nacional de Ciencias de EE. UU.[18]
- 2020 - Elegida miembro de la Royal Society of Victoria.[19]
- 2022: Ascendida a Compañera de la Orden de Australia (AC) en los Honores del Día de Australia de 2022 por su "eminente servicio a la ciencia, particularmente a través del liderazgo y la investigación en genética evolutiva, a sociedades profesionales nacionales e internacionales, a la educación científica en las escuelas y como mentora y modelo a seguir para las mujeres".[20]
- 2023: recibió la medalla Ruby Payne-Scott y una conferencia de la Academia Australiana de Ciencias.[21]